# Kalapuya (champignon)
Pour les articles homonymes, voir Kalapuya.
Genre
Kalapuya est un genre de champignons de la famille des Morchellaceae.

## Liste d'espèces
Selon Catalogue of Life (27 octobre 2013), Index Fungorum (27 octobre 2013) et NCBI (27 octobre 2013) :
- Kalapuya brunnea (en) M.J. Trappe, Trappe & Bonito 2010